# Arfwedh Larsson
Arfwedh Larsson, född under 1580-talet, död 3 augusti 1647, var en svensk borgmästare.

## Biografi
Larsson blev 25 januari 1607 student vid Uppsala universitet och var medlem i Östgöta nation. Han arbetade som handlande i Söderköping och blev 1643 borgmästare i Söderköpings rådhusrätt. Larsson avled 1647 och begravdes tillsammans med sin hustru och sonen Henrik i Sankt Laurentii kyrka.

### Familj
Larsson gifte sig omkring 1618 med Catharina Persdotter Utter (1598–1677). Hon var dotter till arkivsekreteraren Peder Månsson Utter och Margareta Andersdotter. Catharina Persdotter Utter var änka efter vantmakaren Henrik Kruse i Kalmar. Larsson och Utter fick tillsammans sonen kamreren Lars Arvidsson (1622–1669) vid kammarkollegium.
- Ingeborg Arfwedhsdotter (ca 1620–?), gift cirka 1645 med borgmästaren i Söderköping Joakim Wibbling.
- Bothwid Arfwedhsson (ca 1621–ca 1659), handelsman. gifte sig cirka 1649 med Catharina Henriksdotter Kruse (1625-1688), dotter till handelsmannen Henrik Kruse.
- Henrik Arfwedhsson (1620-talet–1675), befallningsman på Finspång. Gifte sig med Karin Larsdotter.
- Elisabeth Arfwedhsdotter (ca 1630–1700), gift första gången med Jonas Stegman och andra gången med Olof Jonsson.